# Francesco Severi (pilote automobile)

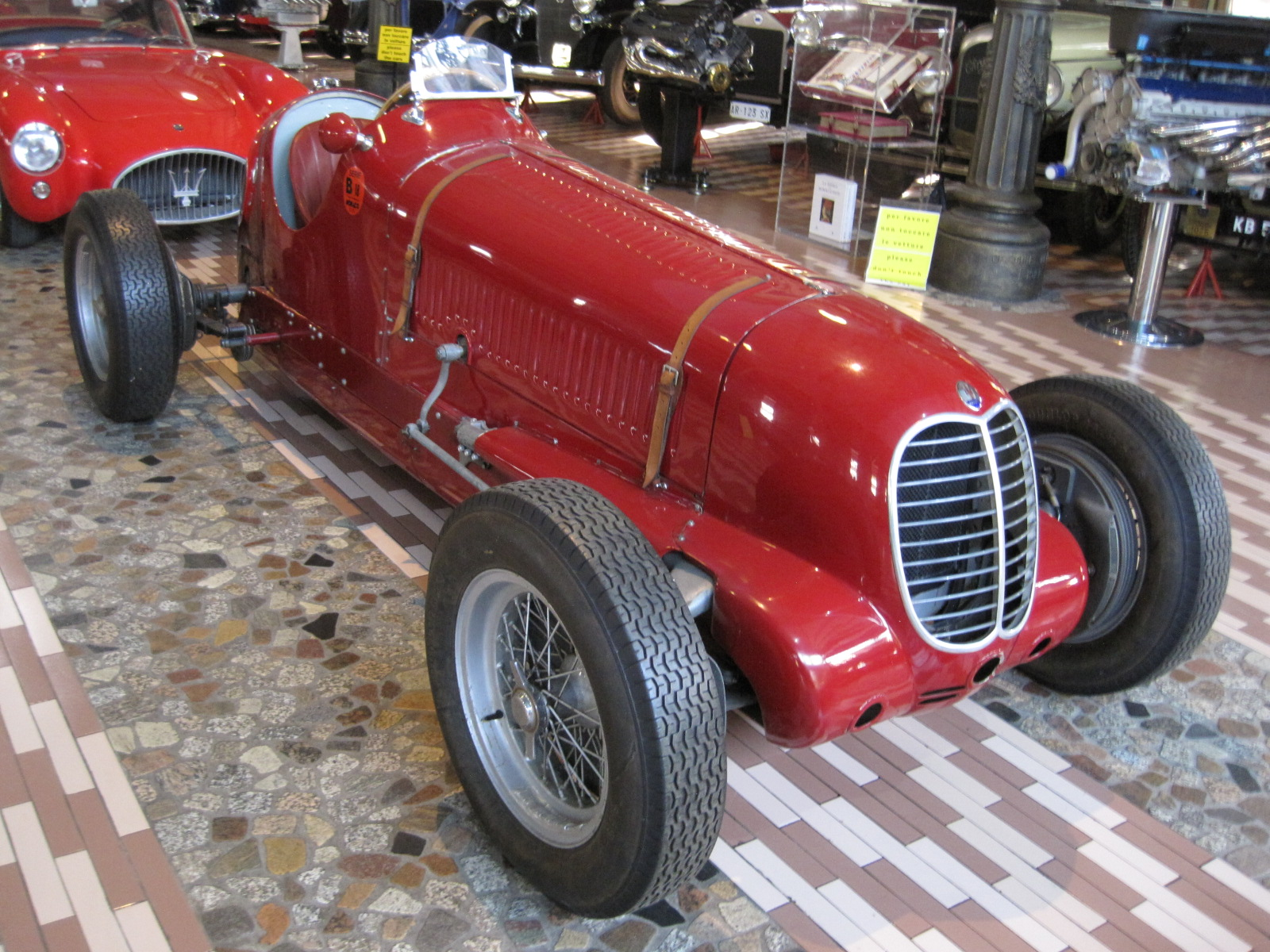
Une Maserati 6M, championne et vice-championne d'Italie voiturettes en 1937 (collection Pannini Maserati à Modène - 27 exemplaires construits).

Francesco Severi, né le 28 mai 1907 et décédé le 20 mai 1980 à près de 73 ans, est un pilote automobile italien spécialiste de courses d'endurance sur voitures de sport de l'entre-deux-guerres.

## Biographie
Son activité en sport automobile couvre l'ensemble des années 1930 (premières apparitions aux Mille Miglia, et au Grand Prix d'Alexandrie en 1931 -10e-, et dernière à la Targa Abruzzi en 1939) durant plus d'une trentaine de courses, pour les écuries Scuderia Ferrari (1931 à 1937), Officine Alfieri Maserati (1938), et Alfa Corse (redevenant pilote d'appoint pour cette dernière en 1938 et 1939).

## Palmarès
Tourisme:

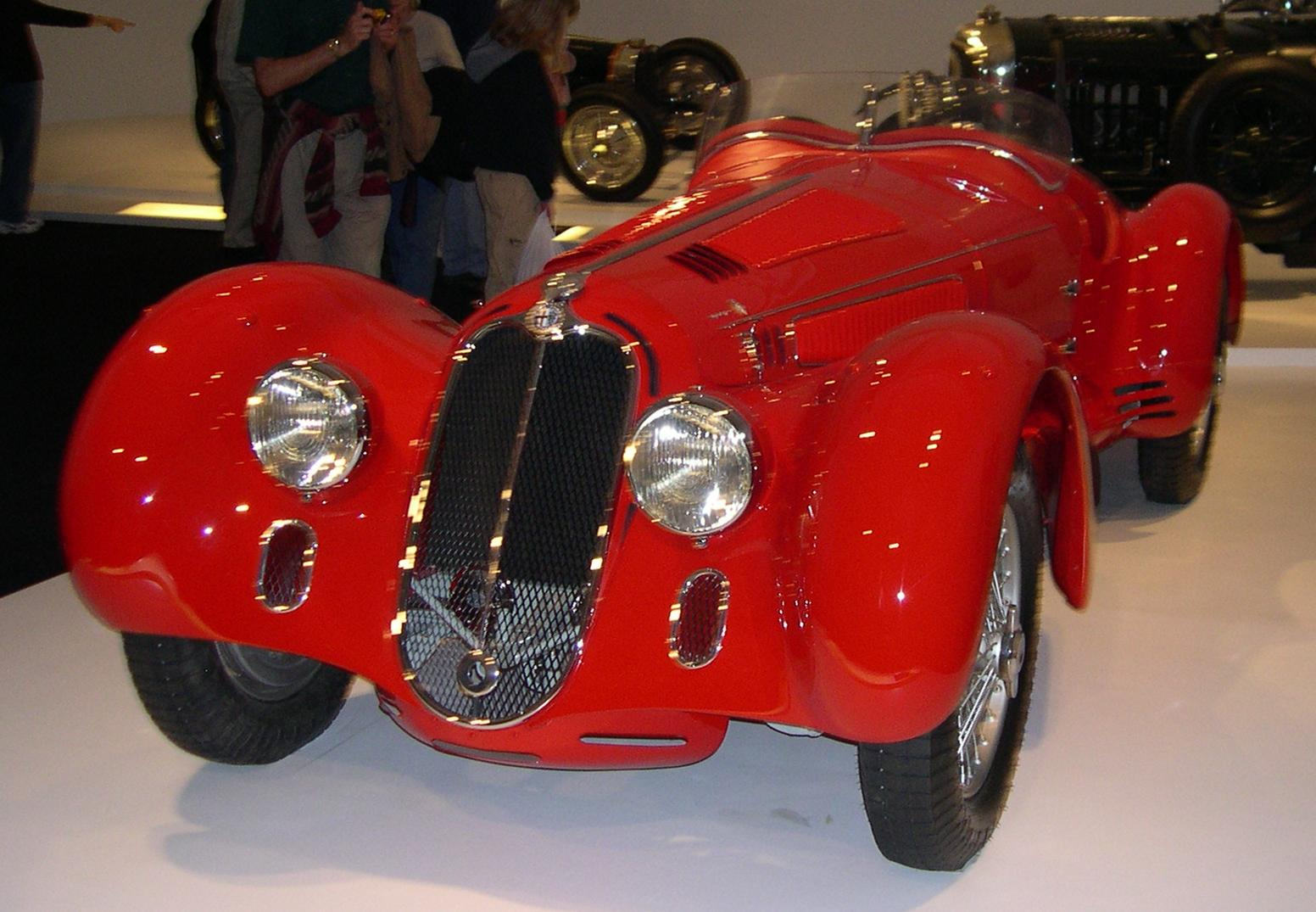
Alfa Romeo 8C 2900...

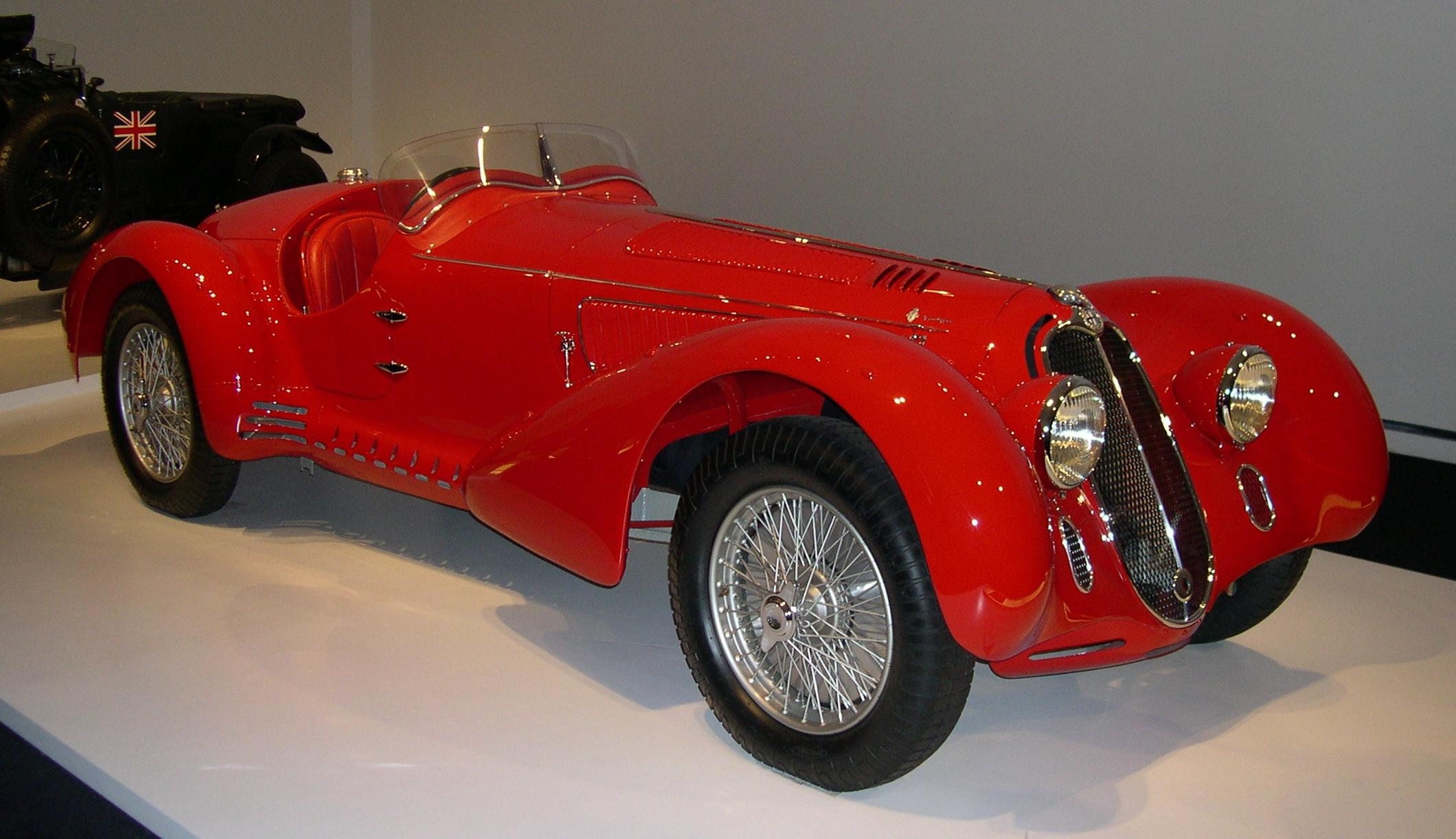
...sous plusieurs angles...

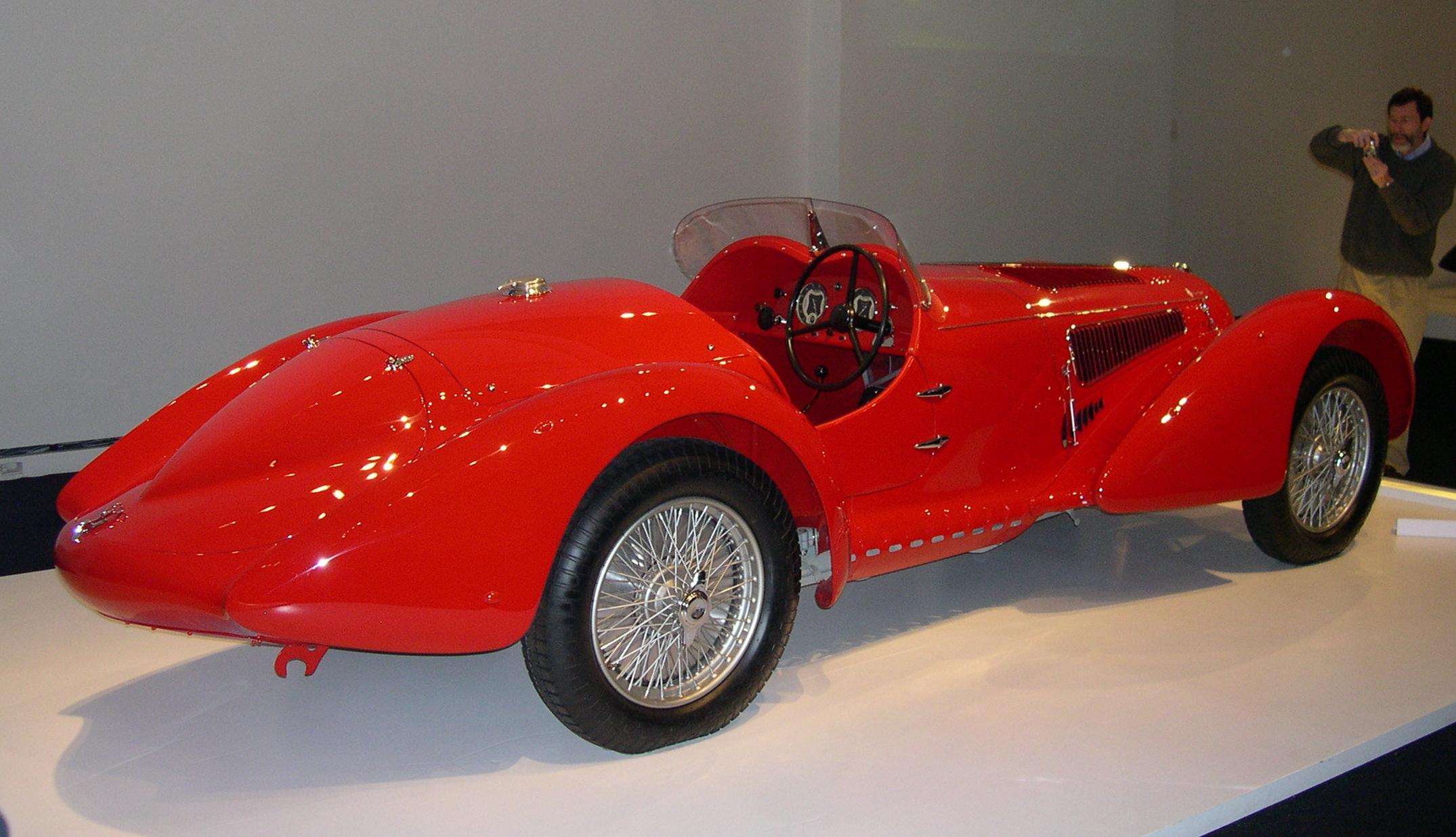
...(modèle type 1938 Mille Miglia).

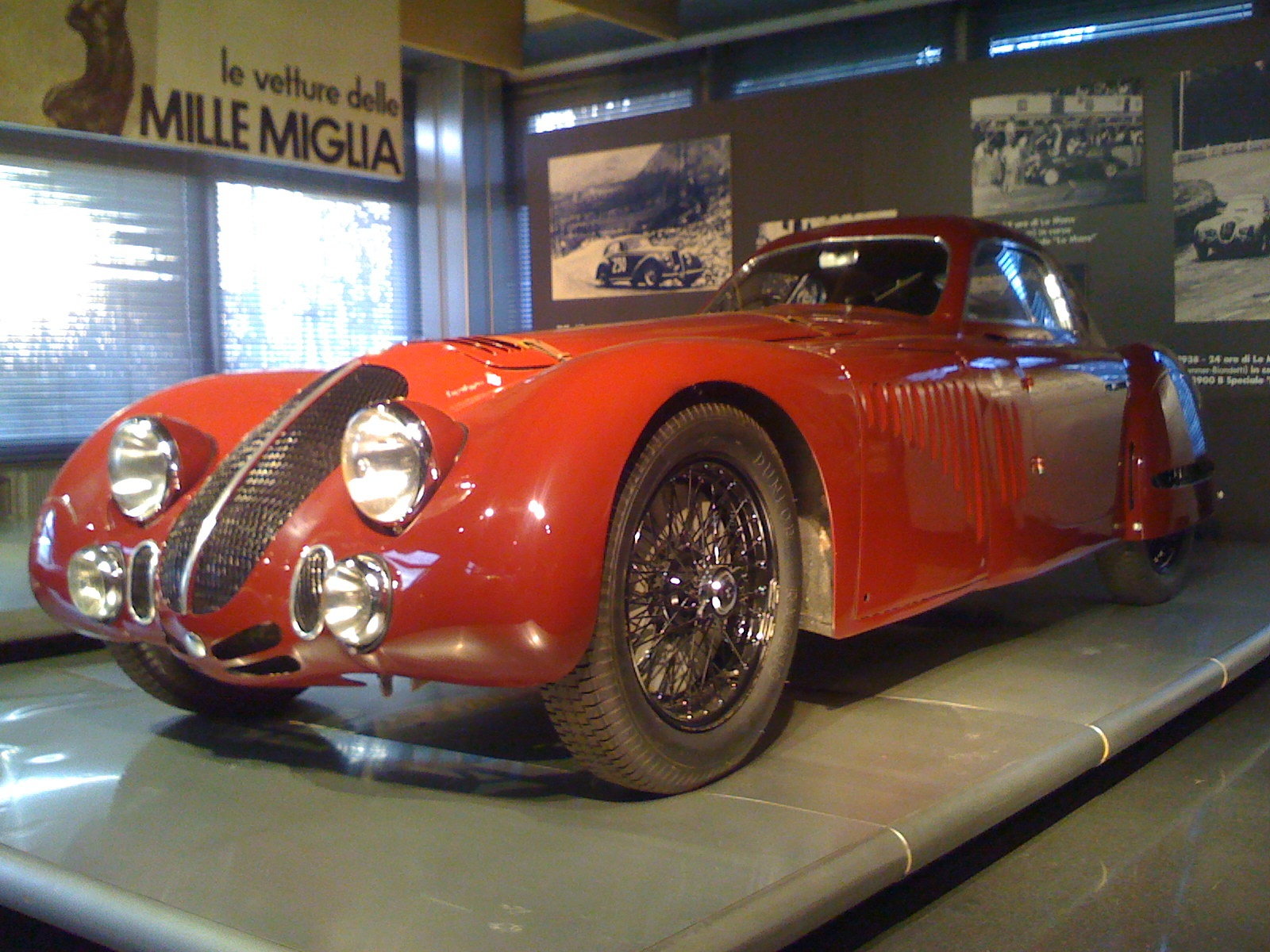
Version sport fermée (1938, tourisme).

- Targa Florio en 1937 (au mois de mai sur Maserati 6 CM monoposto: il réalise à cette occasion une moyenne horaire de 107,7 km en 2h 55' sur le circuit de Palerme de 5,26 kilomètres, performance inégalée pour cause d'allongement ultérieur du trajet interne du Favorita Park);
- 24 Heures de Spa en 1936 (associé à Raymond Sommer) et 1938 (avec Carlo Maria Pintacuda), par deux fois sur Alfa Romeo 8C 2900 (A à compresseur Scuderia Ferrari, puis B à compresseur Alfa Corse);
- Targa Abruzzi en 1934 et 1935 (avec Franco Cortese à Pescara, sur Alfa Romeo 6C 2300 de la Scuderia Ferrari);
- Targa Puglia en 1931 (avec Guglielmo Carraroli (de), sur Alfa Romeo 6C 1750 de la Scuderia Ferrari);
  - 2e du Circuito di Avellino en 1931 (sur Alfa Romeo 6C 1750);
  - 2e de la  Targa Abruzzi en 1939 (avec Carlo Maria Pintacuda sur Alfa Romeo 6C 2500);
  - 4e du Tour d'Italie en 1934 (avec "Nando" Barbieri sur Alfa Romeo).

(également 8e des Mille Miglia 1935 avec Cortese, 9e en 1937, et 11e en 1931)

Grand Prix (voiturettes 1,5 L.):
- 2e du Championnat d'Italie en 1937 (sur Maserati 6CM, organisé cette fois en septembre au Favorita Park de Palerme, avec trois courses donnant accès à une finale - champion d'Italie Giovanni Rocco, aussi sur Maserati 6CM);
- 2e du Grand Prix de Gênes en 1937 (sur Maserati 6CM);
- 2e du Grand Prix de Milan en 1938 (sur Alfa Romeo 158);
- 3e du Grand Prix de Tripoli en 1937 (sur Maserati 6CM);
- 4e de la Coppa Acerbo en 1937 (Maserati 6CM), puis 1938 et 1939 (Alfa Romeo 158), à Pescara;

Grand Prix:
- 4e du Grand Prix de Modène en 1936 (sur Alfa Romeo 8C 2900 A);
- 6e du Grand Prix de Pescara en 1931 (sur Alfa Romeo Monza).

## Remarque
- Les références bibliophiliques "Giulio", "Guido", et "Luigi" Severi (essentiellement anglo-saxonnes) se rapportent toutes à ce même -et unique- pilote[1].